# Apparato eutaliano

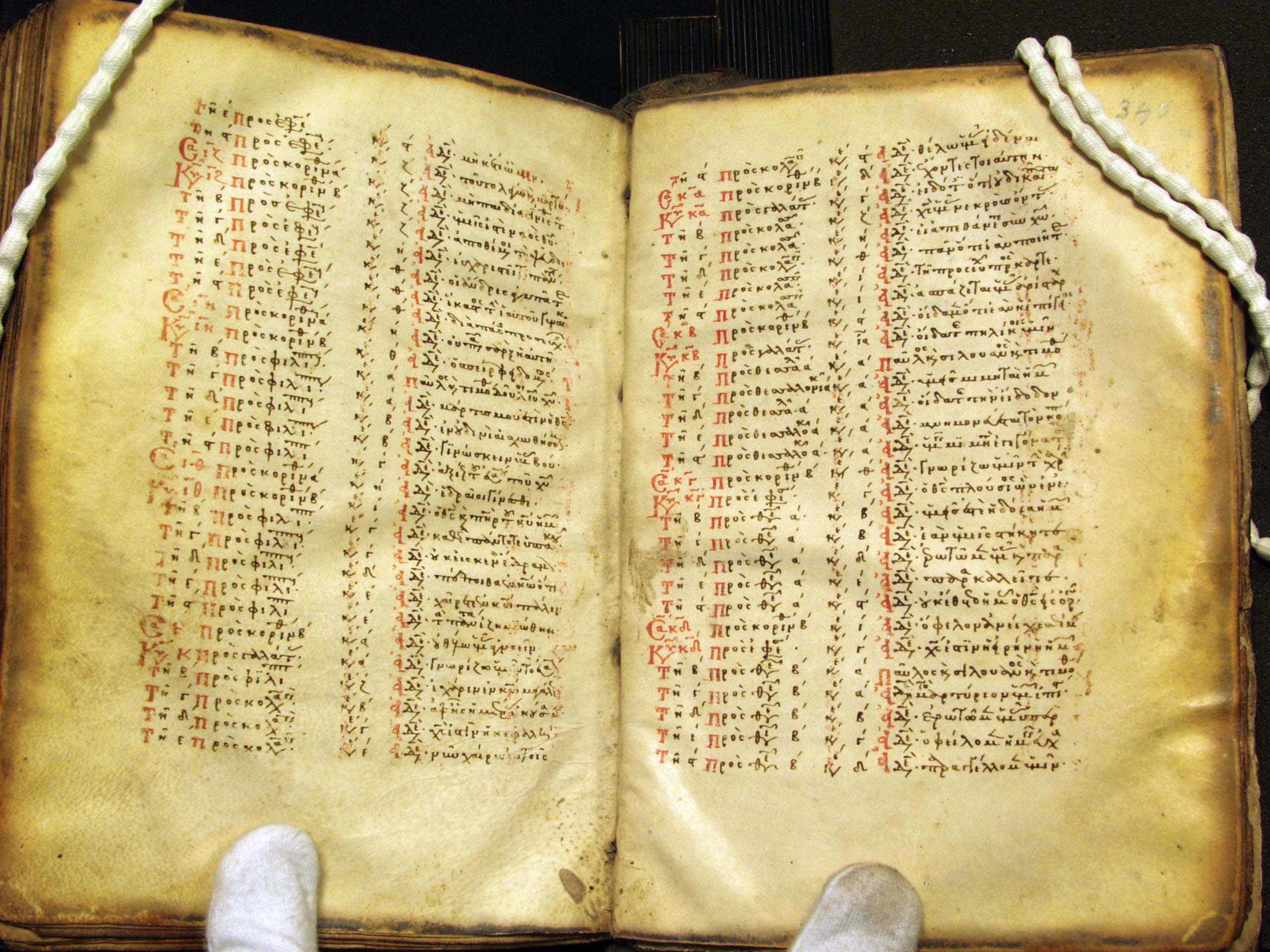
Lista dei capitoli in Minuscolo 676 (Gregory-Aland) secondo l'Euthalian Apparatus

Con il nome di Euthalian Apparatus è nota una raccolta di materiale editoriale aggiuntivo, come divisioni di testo, elenchi e riepiloghi, al Nuovo Testamento. Questo materiale supplementare appare all'inizio di libri, a margine del testo ed alle estremità dei libri, così come linea di separazione di paragrafi. L'autore di questo materiale è tradizionalmente considerato Euthalius.

## Descrizione
Euthalius divise in capitoli i testi degli Atti degli Apostoli e delle lettere cattoliche, con un sommario all'inizio di ciascun capitolo. Ad Euthalius viene anche attribuita una divisione degli Atti in 16 αναγνωσεις (lezioni) e delle Epistole paoline in 31 sezioni. Ma queste lezioni sono molto diverse.
All'Euthalian Apparatus appartengono: una cronologia dell'Apostolo Paolo, il martirologio di Paolo, un elenco di luoghi in cui si pensava fossero state scritte le Epistole e i nomi associati a Paolo nei titoli delle Epistole. Le citazioni dall'Antico Testamento, citate nelle Epistole paoline, sono numerate e catalogate sotto forma di lista. Soprattutto, l'Apparatus è una raccolta di ausili per il lettore.
L'Euthalian Apparatus è inserito in numerosi manoscritti: Codex Mutinensis, Codex Basilensis A. N. IV. 2, Codex Argenteus, Minuscolo 3, 5, 6, 35, 38, e in molti altri manoscritti medievali del Nuovo Testamento.

## Datazione
All'Euthalian Apparatus sono state attribuite diverse datazioni fra il IV e il VII secolo.
James Marchand ha sostenuto che l'Euthalian Apparatus è probabilmente databile alla prima metà del IV secolo, ritenendo che l'originale deve precedere la sua incorporazione nelle traduzioni in gotico, armeno e siriaco.
I testi greci non includono l'Euthalian Apparatus fino relativamente tardi, ma quelli in armeno e siriaco lo incorporarono dal tardo V secolo o dall'inizio del VI, con testi gotici esistenti dalla prima metà del VI secolo.  Il greco Codex Coislinianus lo include nel VI secolo. James Marchand sostenne che Ulfila aveva incorporato l'Euthalian Apparatus nel testo gotico verso la metà del IV secolo, e Sunnia e Frethela lo avevano fatto nei primi anni del V secolo, con maggiore probabilità per Ulfila.

## Autori
La scrittura dell'Euthalian Apparatus è stata attribuita ad un Euthalius. Egli è stato identificato come vescovo di Sulci in Sardegna, ma secondo Tregelles egli era vescovo di Sulca in Egitto. Secondo Wake e L. A. Zacagni, Euthalius era vescovo di Sulce, vicino Syene.
Secondo altri l'autore sarebbe Evagrius, secondo John Mill Teodoro di Mopsuestia ed Hermann von Soden pensò che Euthalius sia vissuto nel VII secolo, probabilmente ad Antiochia.
Bruce M. Metzger sostenne: "Non è noto quanto di questo materiale supplementare è stato redatto da Euthalius e quanto è stato aggiunto in seguito."